# Parafia wojskowa św. Brata Alberta Chmielowskiego w Bemowie Piskim
Parafia wojskowa pw. Świętego Brata Alberta Chmielowskiego w Bemowie Piskim jest parafią należącą do Dekanatu Wojsk Lądowych Ordynariatu Polowego Wojska Polskiego  (do 27-06-2011 roku parafia należała do Warmińsko-Mazurskiego Dekanatu Wojskowego). Obsługiwana jest przez księży wojskowych. Erygowana 27 marca 1995.  Od 1 października 2013 parafia jest połączona z parafią wojskową św. Kazimierza w Orzyszu. Proboszczem parafii od 6 listopada 2023 jest ks. mjr Grzegorz Lach. Mieści się przy ulicy Wojciecha Kętrzyńskiego